# دقائق تيوريكومية أحادية الخلية
دقائق تيوريكومية أحادية الخلية (الاسم العلمي: Turicimonas) هي جنس من البكتيريا، سلبية الغرام، تتبع فصيلة السوتراويات.